# Jamal Musiala
Jamal Musiala (født 26. februar 2003) er en tysk professionel fodboldspiller, som spiller for Bundesliga-klubben Bayern München og Tysklands landshold.

## Klubkarriere

### Bayern München
Efter at have været del af Southampton og Chelseas ungdomsakademier imens han boede i England, så vendte Musiala tilbage til Tyskland i juli 2019 da han skiftede til Bayern München.
Musiala gjorde sin professionelle debut den 3. juni 2020 med Bayerns reservehold. Han debuterede for førsteholdet den 20. juni 2020, hvor han blev den yngste spiller nogensinde til at spille for Bayern i Bundesligaen. Musiala scorede sit første mål i Bundesligaen den 18. september 2020, og blev dermed også Bayerns yngste målscorer nogensinde. Han scorede sit første mål i Champions League den 23. februar 2021, og blev dermed både den yngste tyske og engelske målscorer i turneringen.

## Landsholdskarriere

### Ungdomslandshold
Musiala har hovedsageligt repræsenteret England på ungdomsniveau, men spillede også 2 kampe for Tysklands U/16-landshold i 2018.

### Seniorlandshold
Musiala erklærede den 24. februar 2021, at han ville repræsentere Tyskland på seniorniveau, og gjorde sin debut for Tysklands seniorlandshold den 25. marts 2021.

## Titler
Bayern München II
- 3. Liga: 1 (2019-20)

Bayern München
- Bundesliga: 3 (2020-21, 2021-22) (2022-2023)
- DFL-Supercup: 3 (2020, 2021, 2022)
- UEFA Champions League: 1 (2019-20)
- UEFA Super Cup: 1 (2020)
- FIFA Club World Cup: 1 (2020)

Individuelle
- kicker Bundesliga Sæsonens hold: 1 (2021-22)

## Privat
Musiala blev født i Stuttgart til en tysk mor og en engelsk-nigeriansk far. Musiala og hans familie flyttede til England da han var 7-år gammel, og han boede der resten af sin barndom.